# Rhéby
Le Rhéby est une rivière française des départements de l'Ain et de l'Isère dans la région Auvergne-Rhône-Alpes, affluent en rive droite du Rhône.

## Géographie
Long de 7,8 km, il prend sa source à 970 m d'altitude, sur la commune de Bénonces, à proximité du col de Portes et de la Chartreuse-de-Portes, près du Mont Frioland.
Il s'écoule au fond d'un canyon avant de rejoindre le Rhône à Villebois, en aval de l'aménagement de Sault-Brénaz et du barrage de Villebois, à 204 mètres d'altitude juste à côté de la station d'épuration.

### Communes et cantons traversés
Le Rhéby traverse trois communes et  2 cantons :
- canton de Lhuis, canton de Lagnieu,
- Bénonces (source), Villebois (confluence), Porcieu-Amblagnieu [notes 1].

## Affluents
Le Rhéby a un affluent référencé :
- le ruisseau du Crot au Gay (rd) 1,5 km sur les trois communes de Villebois, Souclin et Conand.

## Tourisme
Le Rhéby conflue en face du chemin de fer touristique du Haut Rhône.
Le Rhéby est sujet à des descentes en canyonisme.

## Écologie
Le Rhéby est peuplé de truites.